# Huernia aspera
Huernia aspera es una especie de plantas de la familia Apocynaceae. Nativa de Mozambique.

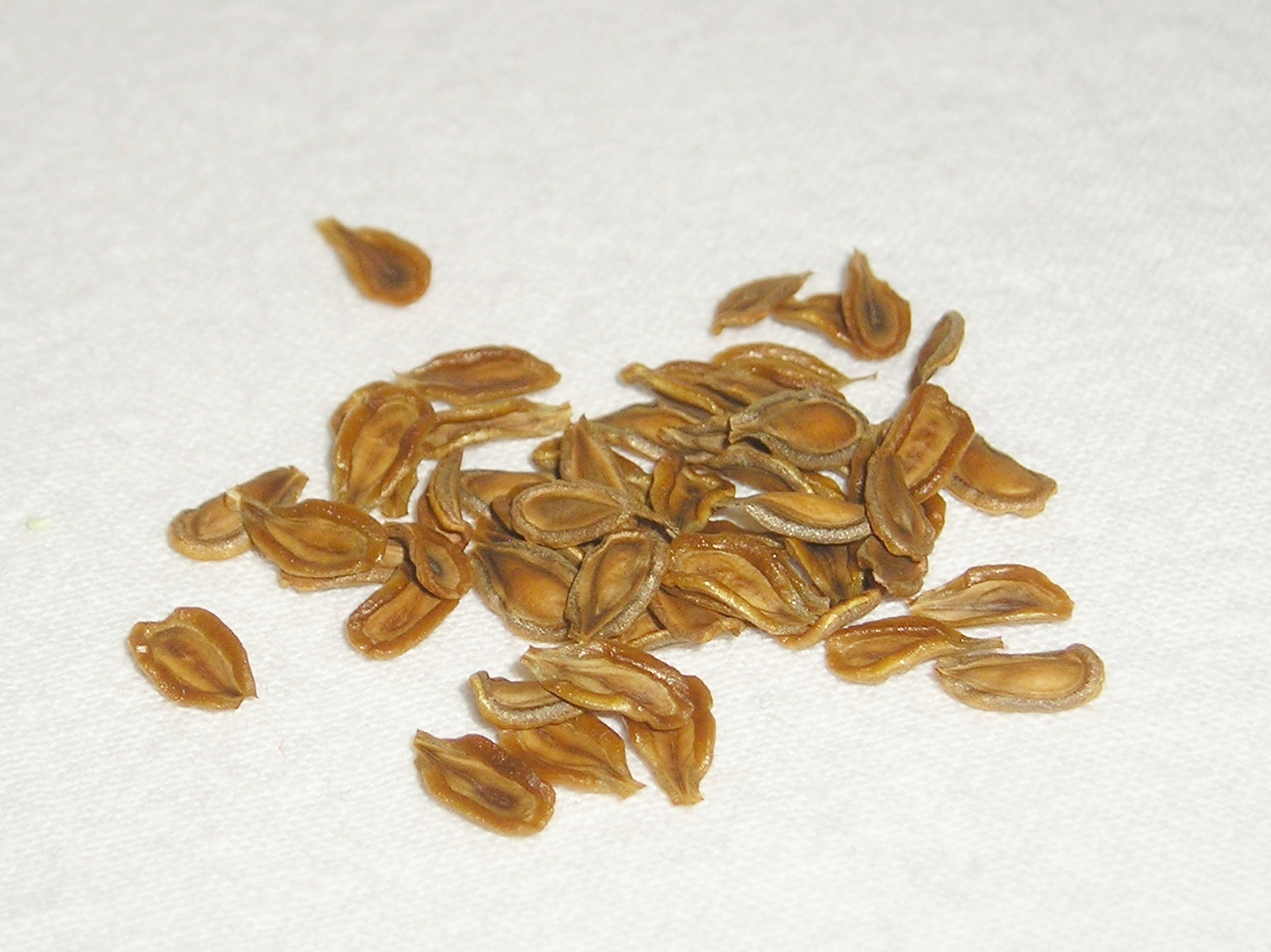
Semillas

## Descripción
Huernia aspera es una planta suculenta con tallos procumbentes y ascendentes, de 3-9 cm de largo,  muy obtuso con 5-6 ángulos, glabros y gruesos; ángulos con pequeños dientes que se extienden rígidos (hojas rudimentarias). Las inflorescencias en cimas sésiles cerca de la base de los brotes jóvenes, con 3-5 - (o más-?) flores. Sépalos  lanceolados, acuminados. Corola acampanada,  en las afueras de color púrpura opaco, muy duro con numerosas papilas pequeñas, el interior uniformemente negruzco-púrpura, densamente cubierto de papilas en la punta; lóbulos deltoides, acuminados. Los lóbulos interiores, lanceolados o linear-subulados, agudos u obtusos, de color amarillento, sus puntas ligeramente superiores a las anteras y muy ligeramente hacia arriba.

## Taxonomía
Huernia aspera fue descrita por Nicholas Edward Brown y publicado en The Gardeners' Chronicle, ser. 3 2: 364. 1887.